# Флуда
Флуда (на шведски: Floda) е град в югозападната част на Швеция, лен Вестра Йоталанд, община Лерум. Разположен е около река Севеон. Намира се на около 390 km на югозапад от столицата Стокхолм и на 27 km на североизток от центъра на лена Гьотеборг. Има жп гара. Населението на града е 8021 жители според данни от преброяването през 2010 г.